# Scherpenheuvel-Zichem
Scherpenheuvel-Zichem je oblast ležící v belgické provincii Vlámský Brabant. Patří sem města Averbode, Messelbroek, Okselaar, Scherpenheuvel, Schoonderbuken, Keiberg, Kaggevinne, Testelt a Zichem. K 1. lednu 2006 měl Scherpenheuvel-Zichem 22 064 obyvatel. Celková rozloha je 50,50 km², což dává hustotu obyvatelstva 437 obyvatel na km².

## Historie
Scherpenheuvel je nejdůležitější belgické římskokatolické poutní město. Leží asi 50 km východně od Bruselu. Jeho počátky sahají až do časů pohanského uctívání, které ve středověku pokračovalo uctíváním "svatého dubu". Strom ve tvaru kříže byl tedy „pokřesťanštěn“ sochou Panny Marie. Legenda říká, že kolem roku 1500 n. l. zde Panna Maria udělala zázrak, když na místě zmrazila malého pastýře, který se pokusil odnést si její malou sošku domů a zmařila tím jeho pokus o krádež. Od padesátých let 16. století chodilo ke "svatému stromu" mnoho zbožných poutníků. Přicházeli lidé z celého okolí aby se u její sošky modlili za uzdravení svých blízkých. V roce 1580 oblast vydrancovali protestantští nizozemští ikonoklasté. Tehdy socha zmizela. O sedm let později byla soška nahrazena novou a ta dodnes stojí na oltáři dnešního poutního kostela. Dub, který byl téměř mrtvý, ale byl stále inspirativní pro katolíky uctívající Pannu Marii, byl pokácen na příkaz antverpského biskupa. Na jeho místě byla postavena dřevěná kaple a z kmene stromu bylo vyřezáno mnoho soch Panny Marie. Tyto sošky byly rozeslány do různých kostelů (například do Lucemburska). Sláva Scherpenheuvelu stoupala a ke kapli přicházel stále větší počet lidí, kteří prosili o ochranu před morem a hladomorem, který zasáhl Nizozemsko v důsledku osmdesátileté války. Kaple byla brzy pro poutníky příliš malá.

## Středověk
V lednu 1603 byl ohlášen další zázrak: socha Panny Marie ronila krvavé slzy. Důvodem bylo podle věřících utrpení, které Panně Marii způsoboval náboženský rozkol v Nizozemsku. V listopadu 1603 španělská armáda porazila protestantská vojska obléhající s-Hertogenbosch, důležité opevnění v severním Brabantu. Arcivévoda Albrecht VII. Habsburský, guvernér Nizozemska a jeho manželka arcivévodkyně Isabella Klára Evženie (dcera španělského krále Filipa II. Španělského) věnovali peníze na stavbu kamenné kaple ve Scherpenheuvelu a sami podnikli poutní cestu ke kapli.
V roce 1604, několik měsíců po inauguraci biskupa v Mechelenu, byla nová kaple vypleněna jednotkami ze severního Nizozemska. Sochu ochránili jezuité. O dva měsíce později byli protestanti vyhnáni z Ostende, jejich poslední pevnosti v jižním Nizozemsku. Toto vítězství bylo opět přičítáno Svaté Panně. Tehdy byl Scherpenheuvel povýšen na město.
V témže roce, v roce 1604, sepsal Philips Numann, úředník arcibiskupa v Mechelenu, legendu o Scherpenheuvelu ve své "Historie der Mirakelen" (Historie zázraků). Legenda byla označena jako „lidová pověst“, ale Numann uvedl i zázraky, které jako takové uznaly i katolické úřady. Jeho kniha byla přeložena z nizozemštiny do francouzštiny, španělštiny a angličtiny a rozšířila slávu Scherpenheuvelu po celé západní Evropě.

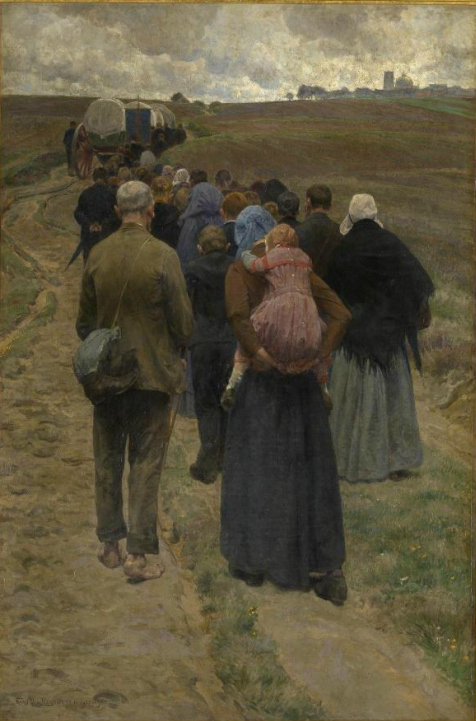
Procesí poutníků do baziliky v Scherpenheuvelu

## Bazilika v Scherpenheuvelu
V roce 1607 byl slavný architekt a inženýr Wenceslas Cobergher pověřen vybudováním bašty katolické protireformace:dostal za úkol vytvořit plán města a navrhnout stavbu nové baziliky. Chrám i celé město měl být alegorickou poctou Matce Boží, (hortus conclusus) symbolizující její věčné panenství. Ke kostelu vede sedm cest. Jejich uspořádání je založeno na sedmicípé hvězdě, která je znamením hojnosti Božího milosrdenství. V církvi ohlašuje Ježíšův příchod šest starozákonních proroků a uskutečňuje ho Marie, která porodí Mesiáše. V roce 1609 byl položen první kámen pro jedinečnou stavbu ve vysoce rozvinutém barokním stylu. Kostel byl slavnostně otevřen v roce 1627. Ulice a dispozice samotného města byly navrženy tak, aby zrcadlily uspořádání kostela. Se svým okolím je nyní jedním z nejlepších příkladů triumfální architektury protireformace v Belgii. Kopule zdobená 298 zlatými hvězdami symbolizuje vesmír. Hlavní oltář je prý umístěn přesně na místě, kde kdysi stál posvátný starý dub. Arcivévodkyně Isabella se zúčastnila inaugurační mše bez svého zesnulého manžela. Přišla pěšky z nedalekého Diestu, což přivedlo do kostela mnoho dalších poutníků. Věřící i dnes stále přicházejí i z míst tak vzdálených jako Maastricht a Bergen op Zoom. Isabella všechno své zlato a šperky položila před oltář, což je zvyk, který přetrvává dodnes v podobě pokládání mincí.
Tradice poutnické cesty do Scherpenheuvelu sílila. Oratoriáni, řád náboženských otců zabývajících se náboženskými bohoslužbami a poutní logistikou, nechali opatství spojit s kostelem „barokní galerií“. Během francouzské okupace po revoluci v roce 1797 byli kněží vyhnáni a vrátili se až počátkem 19. století po vyhlášení náboženské svobody.
V roce 1927 byl kostel prohlášen za římskokatolickou Baziliku minor.
Další tradicí která v Scherpenheuvelu přežívá po staletí, je Kaarskensprocessie (svíčkové procesí), konané v Scherpenheuvelu vždy 2. listopadu. Jeho součástí je požehnání pro lidi, domácí mazlíčky i jiná zvířata ale i vozidla. Pouť je také spojena s každoročním veletrhem. Výstavní atmosféra přispívá k oblíbenosti Scherpenheuvelu. Bývá zde mnoho stánků prodávajících suvenýry, sladkosti, typické pečivo jako „pepernoten“ a „noppen“, jsou zaplněné hotely, bary a mnoho restaurací.